# Gilberto I di Gévaudan
Gilberto I di Gévaudan, o Gilberto I di Millau (Millau, 1055 circa – 1111), fu visconte di Millau e Lodève, poi conte di Gévaudan e, per matrimonio, conte di Provenza.
Era figlio di Berengario, visconte di Millau e Rodez, e di Adele di Carlat, viscontessa di Carlat e Lodève.

## Biografia
Ha condiviso i titoli dei suoi genitori con il fratello Riccardo: lui ricevette Millau e Lodève, mentre suo fratello ebbe Rodez e Carlat. Possedendo varie terre nel Gévaudan, colse l'occasione per innalzare il titolo di conte di Gévaudan, caduto in disuso da meno di un secolo.
Nel 1073 sposò Gerberga (1060 † 1115), contessa di Provenza, figlia di Goffredo I. Ebbero almeno tre figlie :
- Dolce (1090 † 1130), sposata nel 1112 con Raimondo Berengario III di Barcellona;
- Stefania († 1160 circa), sposata con Raimondo, signore di Baux. Il loro figlio rivendicò la Contea di Provenza, dando così inizio alle cosiddette guerres baussenques;
- Sibilla, sposata con Guy III di Sévérac.[1].

Nel 1096, in occasione della rifondazione della chiesa di Tolone, Gilberto progettò la creazione di un monastero nelle Isole Stoechades, tre isole che si trovano a sud di Hyères.
Oppositore, come i suoi predecessori, dell'antica aristocrazia provenzale, fu assassinato da membri della famiglia Brussans-Palliol. Dopo la sua morte, furono la figlia Dolce e il genero Raimondo Berengario a succedergli.